# یوسمایت (کنتاکی)
یوسمایت (به انگلیسی: Yosemite) یک منطقهٔ مسکونی در ایالات متحده آمریکا است که در شهرستان کیسی، کنتاکی واقع شده‌است. یوسمایت ۲۵۶٫۰۴ متر بالاتر از سطح دریا واقع شده‌است.